# Can Puferrer
Can Puferrer és una obra d'Alella protegida com a bé cultural d'interès local.

## Descripció
És una masia coberta amb teulada de dues vessants, amb el carener perpendicular a la façana, de planta baixa i pis. No respon a un eix de simetria, de manera que la porta dovellada i la finestra gòtica central no coincideix amb el carener, possiblement perquè fou ampliada en èpoques ja antigues. Es pot veure perfectament com en els darrers anys la teulada ha estat pujada o alçada respecte al nivell original. De la primitiva construcció només en queda la porta dovellada i la finestra gòtica d'arc conopial lobulat, bastant esvelta.
Construïda en pedra, la façana ha estat arrebossada, encara que actualment el mal estat de conservació fa que es torni a veure la pedra.

## Història
Fins al segle xiv es deia mas Esteve. L'any 1511 passà a Pere Ramoneda i a Pau Ferrer de la Torre. El 1868 n'era propietari Francesc Ferrer. Més tard l'adquirí el Baró de Rivelles.